# 中城村
中城村（なかぐすくそん）は、沖縄県中頭郡の村。村の人口密度は、同郡北中城村に次いで全国で2番目に高い。また同郡読谷村、茨城県那珂郡東海村に次ぎ、全国で3番目に人口の多い村である。2015年の国勢調査では、人口増加数は全村中1位、増加率も10.0パーセントと十島村に次ぎ2番目に高い。
村の南部に琉球大学の千原（せんばる）キャンパスがあり（本部は西原町だが、法文学部と理学部は同村内に入る）、周辺は学生アパートが建ちならび、活気がある。

## 地理
沖縄本島中部の東海岸に位置し、中城湾に面している。国道329号の東側は海抜10m以下の沖積低地。

### 河川
- 普天間川

### 地域
元は村制前の12村を引き継いだ12字を置いていたが、のちに5字新設され、現在は17字を数える。
- 安里（あさと）
- 新垣（あらかき）　村内で最も高い標高にある地域で、現在の沖縄県道35号線の基となる道路が昭和4年に開通するまで陸の孤島であった。
- 伊舎堂（いしゃどう）
- 伊集（いじゅ）
- 奥間（おくま）浜行政区を含む。
- 久場（くば）　戦後、本土や外地からの引揚者が沖縄本島に帰還する際に上陸地点となった地域。難民収容所が設けられ、帰還者は米軍にDDTをかけられた。その後、久場崎学校地区（久場崎スクール）として米軍子弟の学校施設等の用地として使用されていたが、1981年に返還された。同地区にあった久場崎ハイスクール（英語: Kubasaki High_School）はキャンプ・フォスター内に移転し、学校名を引き継いで存続している。
- 添石（そえいし）
- 津覇（つは）　450年以上前に富里と山手側の上津覇が合併
- 当間（とうま）　村の行政の中心地
- 泊（とまり）
- 屋宜（やぎ）
- 和宇慶（わうけ）　戦前、一部が日本軍飛行場として接収され、戦後も暫く米軍飛行場として使用されていた。

以下は村制以後に新設された字である。
- 北上原（きたうえばる）：1945年、新垣・当間・安里・奥間の一部から新設。
- 南上原（みなみうえばる）：1945年、和宇慶・津覇・奥間の一部から新設。
- 登又（のぼりまた）：1945年、伊舎堂・屋宜・添石の一部から新設。
- 北浜（きたはま）：戦後、和宇慶・津覇の一部から新設。
- 南浜（みなみはま）：戦後、和宇慶の一部から新設。

### 隣接する自治体
- 宜野湾市（1962年6月まで宜野湾村）
- 中頭郡西原町（1979年9月まで西原村）
- 中頭郡北中城村（戦前までは村の一部）
  - 戦前は越来村、美里村（ともに現在の沖縄市）、北谷村（現在の北谷町）にも隣接していた。

### 人口
| |                                        |  |
| 中城村と全国の年齢別人口分布（2005年） | 中城村の年齢・男女別人口分布（2005年） |  |
| ■紫色 ― 中城村 ■緑色 ― 日本全国 | ■青色 ― 男性 ■赤色 ― 女性              |  |
| 中城村（に相当する地域）の人口の推移 \| 1970年（昭和45年） \| 9,747人 \| \| \| 1975年（昭和50年） \| 10,315人 \| \| \| 1980年（昭和55年） \| 10,346人 \| \| \| 1985年（昭和60年） \| 10,765人 \| \| \| 1990年（平成2年） \| 12,060人 \| \| \| 1995年（平成7年） \| 13,832人 \| \| \| 2000年（平成12年） \| 14,987人 \| \| \| 2005年（平成17年） \| 15,798人 \| \| \| 2010年（平成22年） \| 17,680人 \| \| \| 2015年（平成27年） \| 19,454人 \| \| \| 2020年（令和2年） \| 22,157人 \| \| |                                        |  |
| 総務省統計局 国勢調査より |                                        |  |
| 1970年（昭和45年） | 9,747人                                |  |
| 1975年（昭和50年） | 10,315人                               |  |
| 1980年（昭和55年） | 10,346人                               |  |
| 1985年（昭和60年） | 10,765人                               |  |
| 1990年（平成2年） | 12,060人                               |  |
| 1995年（平成7年） | 13,832人                               |  |
| 2000年（平成12年） | 14,987人                               |  |
| 2005年（平成17年） | 15,798人                               |  |
| 2010年（平成22年） | 17,680人                               |  |
| 2015年（平成27年） | 19,454人                               |  |
| 2020年（令和2年） | 22,157人                               |  |

## 歴史

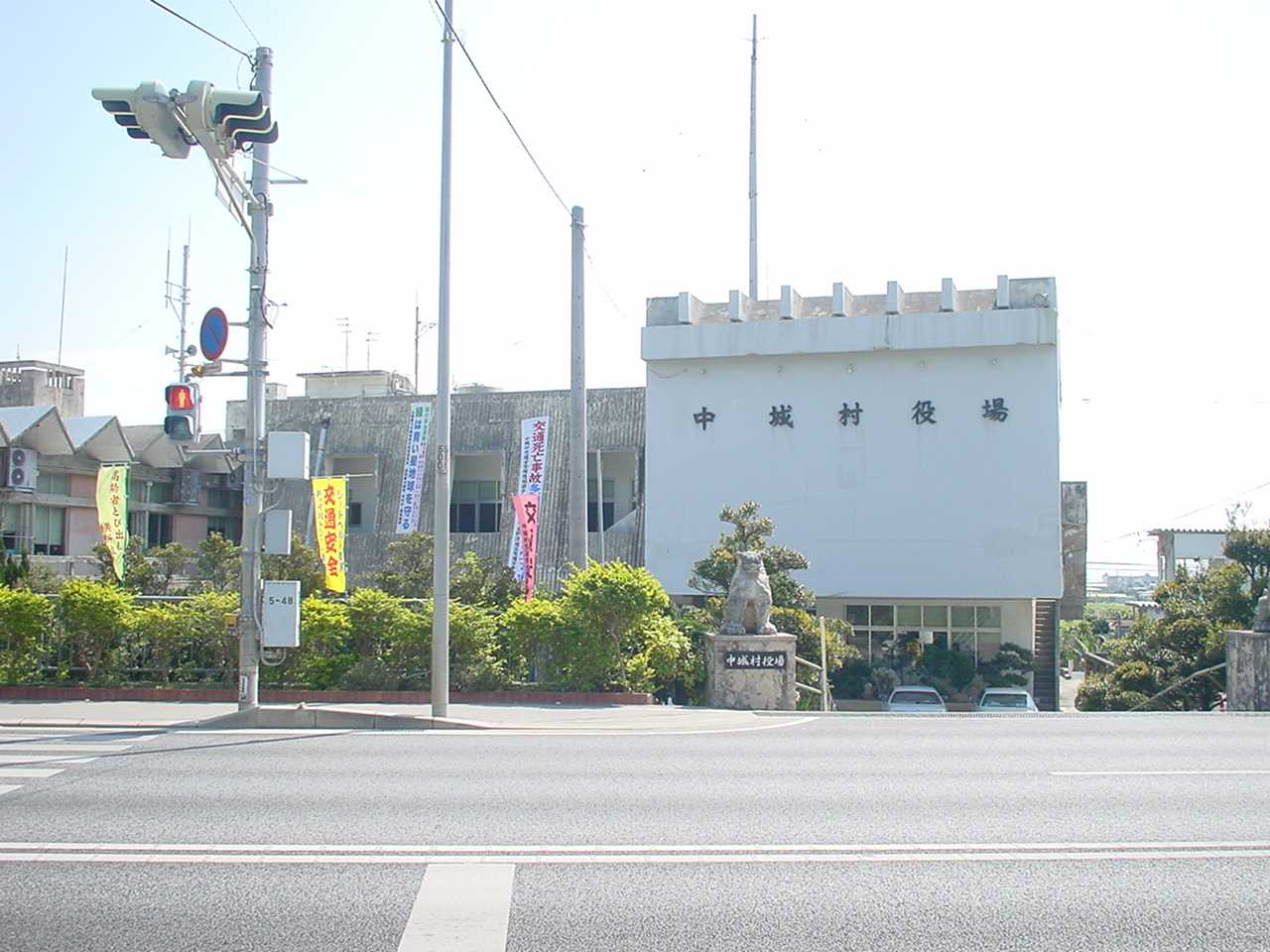
旧中城村役場

- 1611年　中城間切番所が中城城内に置かれる。（以後、中城村に至るまで（沖縄戦前まで）当地域の行政の中心として使用される）
- 1908年（明治41年）4月1日　中城村誕生。
- 終戦後、米軍施設により南北に分断され、行政運営に支障をきたす。
- 1946年（昭和21年）5月20日　やむなく北中城村が分離。
- 2000年（平成12年）12月　中城城跡が琉球王国のグスク及び関連遺産群として世界遺産に登録される。
- 2021年1月4日 中頭郡中城村当間585番地1に移転した村役場の供用開始[1]。

## 行政
村長：比嘉麻乃（ひがあさの）

## 教育

### 中学校
- 中城村立中城中学校

### 小学校
- 中城村立中城小学校
- 中城村立津覇小学校
- 中城村立中城南小学校

### その他の教育機関
- ワールドハーベスト神学校

## 交通

### 路線バス
下表の運行会社の「琉球」は琉球バス交通の路線、「沖縄」は沖縄バスの路線、「那覇」は那覇バスの路線、「東陽」は東陽バスの路線、複数表記は共同運行路線。 ※BT=バスターミナル
| 番号                                             | 路線名                             | 運行会社                | 運行区間                            | 市町村 | 中城村内の主な経由地                                                                                       |            |
| 一般道経由                                       | 一般道経由                         | 一般道経由              | 一般道経由                          | 一般道経由                                                                                                 | 一般道経由                                                                                                 | 一般道経由 |
| ------------------------------------------------ | ---------------------------------- | ----------------------- | ----------------------------------- | --- | --- | ---------- |
| 30                                               | 泡瀬東線                           | 東陽                    | 那覇BT - 泡瀬営業所                 | 那覇市 - 南風原町 - 与那原町 - 西原町 - 中城村 - 北中城村 - 沖縄市 - うるま市                              | 伊集、中城村役場前、久場                                                                                   |            |
| 94                                               | 首里駅琉大快速線                   | 那覇                    | 首里駅前 - 琉大駐車場               | 那覇市 - 西原町 - 中城村 - 西原町                                                                          | 琉球大学                                                                                                   |            |
| 97                                               | 琉大（首里）線                     | 那覇                    | 那覇BT - 琉大駐車場                 | 那覇市 - 浦添市 - 西原町 - 中城村 - 宜野湾市 - 西原町                                                      | 琉球大学                                                                                                   |            |
| 294                                              | てだこ琉大快速線                   | 那覇                    | てだこ浦西駅 - 琉大駐車場           | 浦添市 - 西原町 - 中城村 - 西原町                                                                          | 琉球大学                                                                                                   |            |
| 125                                              | 普天間空港線 （中城経由）          | 那覇                    | 那覇空港 - イオンモール沖縄ライカム | 那覇市 - 浦添市 - 宜野湾市 - 西原町 - 中城村 - 宜野湾市 - 北中城村                                         | 琉大東口、営林署前                                                                                         |            |
| 護 佐 丸 バ ス                                   | 久場琉大線                         | 東陽                    | ひが皮膚科 - 中部商業高校前         | 中城村コミュニティバス。中城村内各地のほか、西原町・宜野湾市にも停車地がある（詳細は護佐丸バスを参照）。   | 中城村コミュニティバス。中城村内各地のほか、西原町・宜野湾市にも停車地がある（詳細は護佐丸バスを参照）。   |            |
| 護 佐 丸 バ ス                                   | 伊集普天間線                       | 東陽                    | 伊集 - 普天間りうぼう               | 中城村コミュニティバス。中城村内各地のほか、西原町・宜野湾市にも停車地がある（詳細は護佐丸バスを参照）。   | 中城村コミュニティバス。中城村内各地のほか、西原町・宜野湾市にも停車地がある（詳細は護佐丸バスを参照）。   |            |
| 護 佐 丸 バ ス                                   | 伊集回り線 久場回り線              | 東陽                    | 吉の浦会館（起終点）                | 中城村コミュニティバス。中城村内各地のほか、西原町・宜野湾市にも停車地がある（詳細は護佐丸バスを参照）。   | 中城村コミュニティバス。中城村内各地のほか、西原町・宜野湾市にも停車地がある（詳細は護佐丸バスを参照）。   |            |
| 沖縄自動車道経由（中城村内の停車地は中城バス停） |                                    |                         |                                     | | |            |
| 番号                                             | 路線名                             | 運行会社                | 運行区間                            | 市町村 | 市町村 |            |
| 111                                              | 高速バス                           | 琉球 沖縄 那覇 東陽     | 那覇空港 - 名護BT                   | 那覇市 - 南風原町 - 西原町 - 宜野湾市 - 中城村 - 北中城村 - 沖縄市 - うるま市 - 金武町 - 宜野座村 - 名護市 | 那覇市 - 南風原町 - 西原町 - 宜野湾市 - 中城村 - 北中城村 - 沖縄市 - うるま市 - 金武町 - 宜野座村 - 名護市 |            |
| 113                                              | 具志川空港線                       | 琉球                    | 那覇空港 - 具志川BT                 | 那覇市 - 南風原町 - 西原町 - 宜野湾市 - 中城村 - 北中城村 - 沖縄市 - うるま市                              | 那覇市 - 南風原町 - 西原町 - 宜野湾市 - 中城村 - 北中城村 - 沖縄市 - うるま市                              |            |
| 117                                              | 高速バス （美ら海直行）            | 琉球 沖縄 那覇          | 那覇空港 - ホテルオリオンモトブ     | 那覇市 - 南風原町 - 西原町 - 宜野湾市 - 中城村 - 北中城村 - 沖縄市 - うるま市 - 名護市 - 本部町            | 那覇市 - 南風原町 - 西原町 - 宜野湾市 - 中城村 - 北中城村 - 沖縄市 - うるま市 - 名護市 - 本部町            |            |
| 123                                              | 石川空港線                         | 琉球                    | 那覇空港 - 東山駐車場               | 那覇市 - 南風原町 - 西原町 - 宜野湾市 - 中城村 - 北中城村 - 沖縄市 - うるま市                              | 那覇市 - 南風原町 - 西原町 - 宜野湾市 - 中城村 - 北中城村 - 沖縄市 - うるま市                              |            |
| 127                                              | 屋慶名（高速）線                   | 沖縄                    | 那覇BT - 屋慶名BT                   | 那覇市 - 南風原町 - 西原町 - 宜野湾市 - 中城村 - 北中城村 - 沖縄市 - うるま市                              | 那覇市 - 南風原町 - 西原町 - 宜野湾市 - 中城村 - 北中城村 - 沖縄市 - うるま市                              |            |
| 152                                              | イオンモール沖縄ライカム（高速）線 | 琉球                    | 那覇空港 - イオンモール沖縄ライカム | 那覇市 - 南風原町 - 西原町 - 宜野湾市 - 中城村 - 北中城村                                                  | 那覇市 - 南風原町 - 西原町 - 宜野湾市 - 中城村 - 北中城村                                                  |            |
| 888                                              | やんばる急行バス 空港線            | やんばる急行バス 空港線 | 那覇空港 - 運天港                   | 那覇市 - 浦添市 - 宜野湾市 - 中城村 - 北中城村 - 名護市 - 本部町 - 今帰仁村                                | 那覇市 - 浦添市 - 宜野湾市 - 中城村 - 北中城村 - 名護市 - 本部町 - 今帰仁村                                |            |

125番は那覇空港・那覇バスターミナル・首里・真栄原・普天間・イオンモール沖縄ライカムを発着・経由する路線で、中城村内を通る便は平日1日1本のみ。村内では県道29号を経由する。30番は中城村内で国道329号を経由する。94番と97番は那覇市と、294番は浦添市と、それぞれ琉球大学を結ぶ路線で、94番は首里駅と琉球大学を主要バス停のみに停車して運行し、97番は那覇市中心部発着、294番はてだこ浦西駅発着。中城村コミュニティバス「護佐丸バス」は4路線あり、東陽バスへの委託運行。
沖縄自動車道経由の路線は中城パーキングエリア内にある中城バス停に停車する。
かつては中城公園を経由する路線や、県道35号を回った後に当間で折り返す新垣線という路線があったが2005年に廃止された。

### 道路
- 沖縄自動車道
  - 中城パーキングエリア（高速バス停留所あり）
- 国道329号
- 沖縄県道29号那覇北中城線（主要地方道）
- 沖縄県道32号線
- 沖縄県道35号線（2006年の梅雨の大雨による土砂崩れ災害で一部区間が通行止、2008年12月に復旧。）
- 沖縄県道146号線

## 名所・旧跡

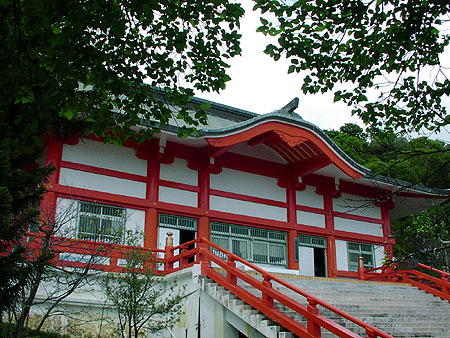
沖縄成田山

- 中城城跡 - 世界遺産（琉球王国のグスク及び関連遺産群）

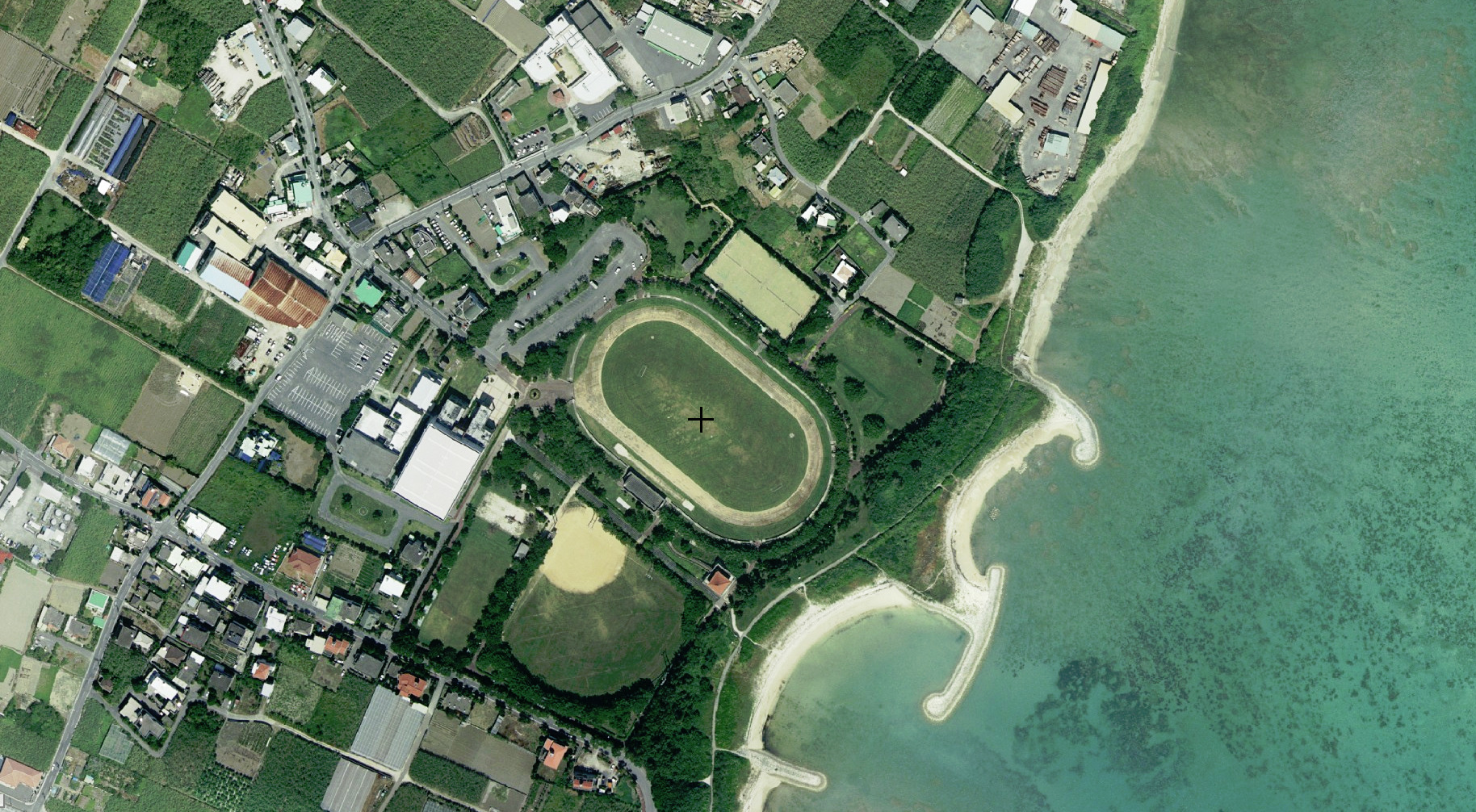
吉の浦公園ごさまる陸上競技場

- 成田山福泉寺（沖縄成田山）

## 公共施設
- 吉の浦公園[2][3]
  - 吉の浦公園ごさまる陸上競技場
  - 吉の浦公園吉の浦野球場
  - 吉の浦公園大人広場 (多目的広場)
  - 吉の浦公園テニスコート
  - 吉の浦公園中城村民体育館
  - 吉の浦公園吉の浦会館
  - 吉の浦公園ごさまる歴史資料館・図書館

## 中城村出身の有名人
- 大城立裕（小説家）
- 仲村直人 - プロバスケットボール選手、元日本代表（大阪エヴェッサ所属）
- 普天間かおり（歌手）
- 琉鵬正吉（大相撲力士、幕内）
- 浜田剛史（プロボクサー）
- 多和田真三郎（プロ野球選手）
- ゴリラコーポレーション勇介（津波） - お笑いコンビ、FECオフィス所属、護佐丸大使
- ゴリラコーポレーション幸平（南上原） - お笑いコンビ、FECオフィス所属、護佐丸大使